# Grenen Kunstmuseum

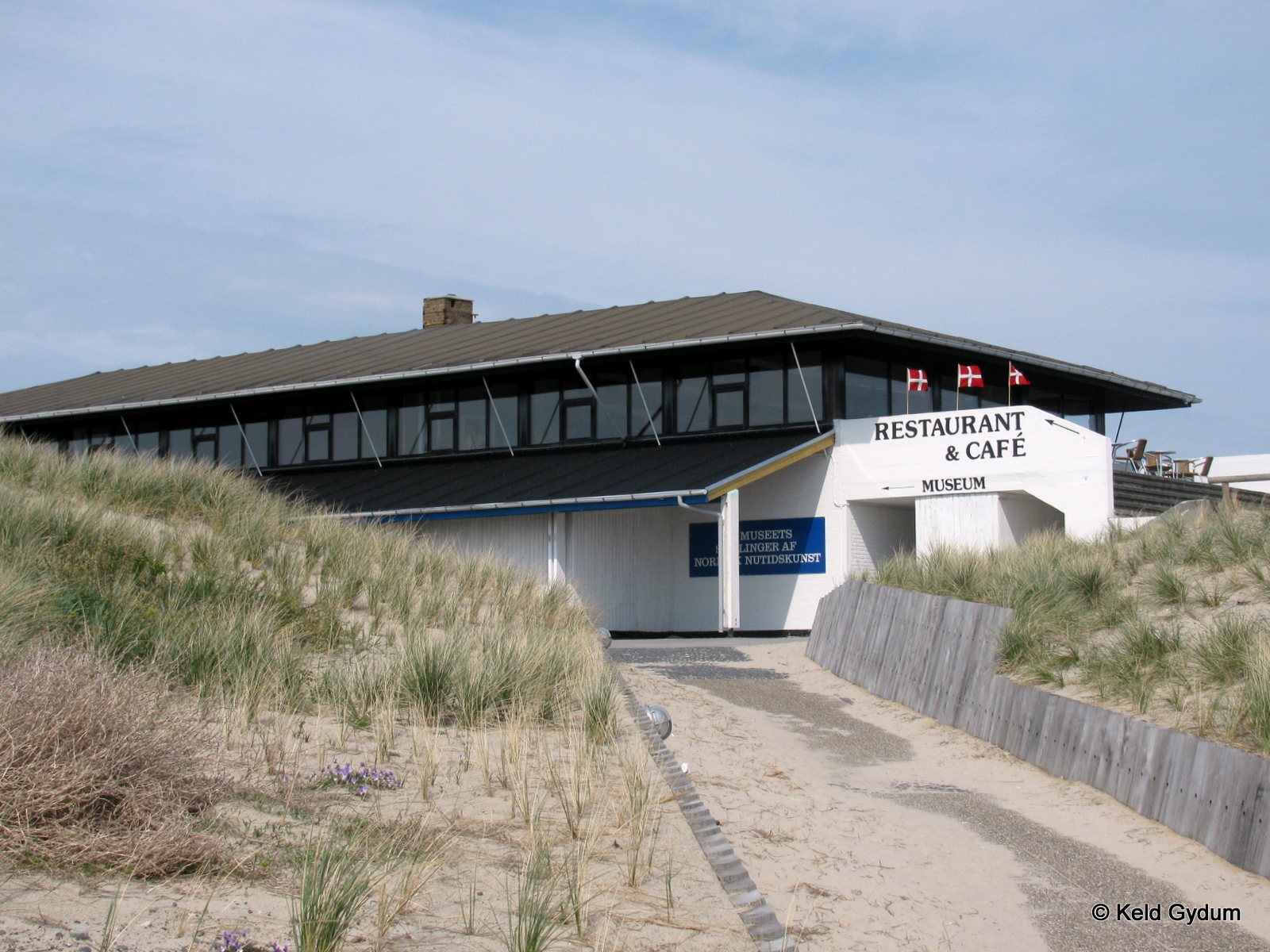
Grenen Kunstmuseum

Das Grenen Kunstmuseum ist ein Ausstellungsort in Skagen (Dänemark).
Es wurde 1977 von dem Maler Axel Lind aus privaten Mitteln gegründet und zeigt neben seinen Werken in wechselnden Ausstellungen Werke der Moderne internationaler Künstler.
Das Museum befindet sich nordöstlich der Stadt an der Landspitze Grenen, dem nördlichen Endpunkt der nordjütischen Insel Vendsyssel-Thy.